# 와일드우드 (영화)
"와일드우드"(영어: Wildwood)는 2025년 개봉 예정인 미국의 다크 판타지, 모험 애니메이션 영화이다. 트래비스 나이트가 감독을 맡았으며, 콜린 멜로이의 동명 소설이 영화의 원작이다.